# Na jih od hranic, na západ od slunce
Na jih od hranic, na západ od slunce (japonsky 国境の南、太陽の西, Kokkyō no minami, taiyō no nishi) je román japonského spisovatele Haruki Murakami z roku 1992. Česky kniha vyšla roku 2004 v překladu Tomáše Jurkoviče v nakladatelství Odeon jako součást edice Světová knihovna.

## Obsah
Obsahem komorního příběhu je milostný trojúhelník, v jehož středu je nejprve chlapec jménem Hadžime, jedináček, který si později vzal dívku ze zámožné rodiny a má s ní dvě děti. Poté znovu potkává svou lásku z dětství, tajemnou Šimamoto.